# Coeluroides
Genre
Espèce
Coeluroides est un genre de dinosaures théropodes du Crétacé supérieur retrouvé en Inde. Sa taille est estimée à 2 mètres de long pour une masse d'environ 30 kilogrammes.
L'espèce-type, Cueloroides largus, a été décrite par Friedrich von Huene et Charles Alfred Matley en 1933. Elle est basée sur une vertèbre caudale découverte dans la formation de Lameta.
Le genre est considéré nomen dubium.